# Konstantin II. Grški
Konstantin II. (grško Κωνσταντίνος Β', Konstantínos II.), zadnji grški kralj od 6. marca 1964 do ukinitve grške monarhije 1. junija 1973, * 2. junij 1940, † 10. januar 2023
Konstantin je bil edini sin kralja Pavla in grške kraljice Frederike. Ker je bila njegova družina med drugo svetovno vojno prisiljena v izgnanstvo, je prva leta svojega otroštva preživel v Egiptu in Južni Afriki. V Grčijo se je z družino vrnil leta 1946, ko je v državi potekala grška državljanska vojna. Kralj Jurij II. je umrl leta 1947 in s tem predal krono Konstantinovemu očetu, s čimer je Konstantin postal prestolonaslednik.
Leta 1964 je po smrti svojega očeta, kralja Pavla, postal kralj. Pozneje istega leta se je poročil z dansko princeso Anne-Marie, s katero je imel pet otrok. Čeprav je bil pristop mladega monarha sprva ocenjen kot ugoden, je njegovo vladavino zaznamovala politična nestabilnost, ki je dosegla vrh s pučem polkovnikov 21. aprila 1967. Državni udar je Konstantinu kot voditelju države pustil malo manevrskega prostora, saj ni imel njemu zvestih vojaških sil, na katere bi se lahko zanesel. Le stežka je privolil v imenovanje vojaške hunte pod pogojem, da jo sestavljajo večinoma civilni ministri. 13. decembra 1967 je bil po neuspešnem protidržavnem udaru proti hunti prisiljen pobegniti iz države. Formalno je ostal je vodja države v izgnanstvu, dokler hunta 1. junija 1973 ni odpravila monarhije. Grški republiški referendum je 29. julija 1973 potrdil odpravo. Pojavili so se dvomi v verodostojnost referenduma in o prosti volji ljudi pri izbiri glasu. Zato je bil po ponovni vzpostavitvi demokracije leta 1974 izveden nov referendum. Ta drugi referendum je bil izveden po padcu hunte kot referendum o grški republiki leta 1974 8. decembra 1974 in je potrdil odpravo monarhije in ustanovitev Tretje Helenske republike. Konstantin, ki se ni smel vrniti v Grčijo, da bi se politično udejstvoval, je sprejel rezultate plebiscita. Zaradi vse večjih zdravstvenih težav je umrl 10. januarja 2023.
Konstantin je bil tudi tekmovalni jadralec in olimpijec, na olimpijskih igrah v Rimu leta 1960 v razredu Dragon je skupaj z Odysseusom Eskitzogloujem in Georgeom Zaimisom na jadrnici Nireus osvojil zlato medaljo. Kasneje je deloval v Mednarodnem olimpijskem komiteju.